# Ибрагимов, Рамин Ибрагим оглы
Рамин Ибрагим оглы Ибрагимов (азерб. Ramin İbrahimo oğlu İbrahimov; род. 1978) — азербайджанский дзюдоист-паралимпиец и тренер, выступавший в весовой до 60 килограмм и категории слепоты B2, победитель Всемирных игр 2007, двукратный чемпион Европы (2007 и 2009), бронзовый призёр Паралимпийских игр 2008. Представляя Азербайджан на Паралимпийских играх 2012 года в Лондоне, на которых считался серьёзным конкурентом и выиграл золотую медаль. Главный тренер женской сборной Азербайджана по паралимпийскому дзюдо.

## Биография
Рамин Ибрагимов родился 2 июля 1978 года. От рождения у Ибрагимова была тяжелая наследственная болезнь по зрению. Однако, ещё до того, как он получил инвалидность по зрению, он стал заниматься спортом. Тогда она не прогрессировала так сильно, пока Ибрагимов занимался дзюдо.
В 1990 году начал заниматься самбо, стал победителем и призёром чемпионатов Европы и мира по самбо. Тренером Ибрагимова был Шахлар Мустафаев.
Впоследствии тяжёлые нагрузки дали о себе знать, и в 2006 году Ибрагимов обратился в Национальный паралимпийский комитет Азербайджана с просьбой принять его в состав паралимпийской команды по дзюдо. Принять такое решение Ибрагимова вдохновил победитель Паралимпийских игр 2004 года Ильхам Закиев. В этом же году на чемпионате мира в Бромма (Франция) Рамин Ибрагимов стал бронзовым призёром среди незрячих дзюдоистов, завоевав лицензию на Паралимпийские игры 2008 года в Пекине.
Рамин Ибрагимов тренировался у Тарлана Поладова. В 2007 году Ибрагимов стал чемпионом Европы и победителем Всемирных игры в Сан-Паулу. Большую помощь в подготовке к соревнованию в Бразилии Ибрагимову оказали олимпийский чемпион Назим Гусейнов и дзюдоистка Зульфия Гусейнова.

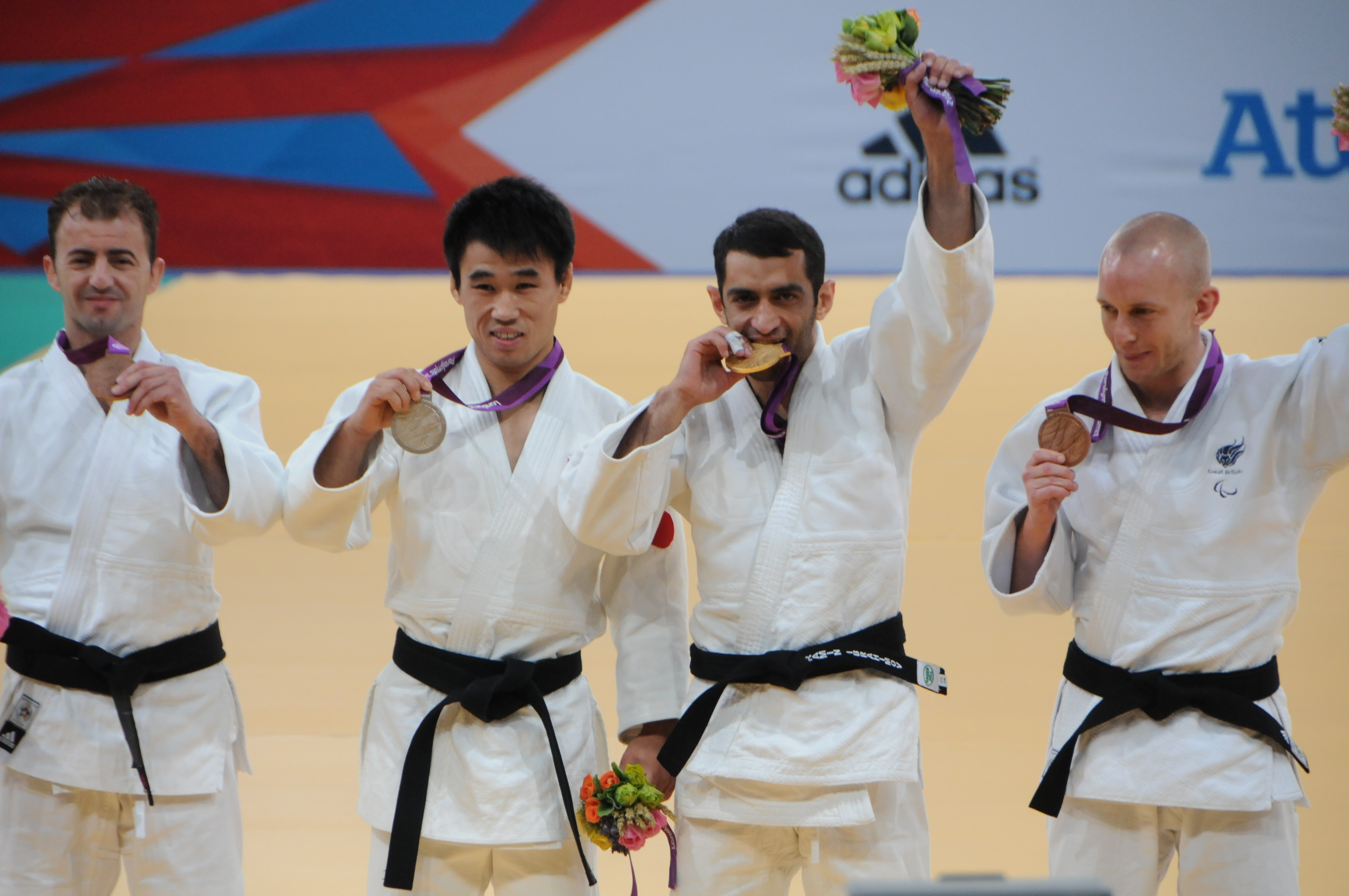
Ибрагимов на церемонии награждения Паралимпийских игр 2012

На Паралимпийских играх в Пекине Ибрагимов, выступавший в весе до 60 кг, считался фаворитом соревнований. Однако, в полуфинале он проиграл Мовлуду Ноуре из Алжира, который впоследствии стал паралимпийским чемпионом. Далее, одержав над спортсменом из Великобритании Беном Квилтерем победу иппоном менее чем за минуту, Рамин занял третье место.
В 2009 году стал двукратным чемпионом Европы, а в 2011 — за заслуги в развитии паралимпийского движения в Азербайджане распоряжением президента Азербайджана был награждён медалью «Прогресс».
В 2012 году Ибрагимов выиграл золото на Паралимпийских играх в Лондоне, одолев в финале спортсмена из Китая. Распоряжением президента Азербайджана от 14 сентября 2012 года Ибрагимов был награждён орденом «Шохрат» («Слава»).
В 2013 году Ибрагимову была присвоена Специальная олимпийская стипендия Президента Азербайджанской Республики.
В 2015 году стал серебряным призёром чемпионата Европы, проходившего в Португалии, в городе Одивелаш.
В 2016 году за заслуги в развитии паралимпийского движения в Азербайджане Ибрагимов в соответствии с распоряжением президента Азербайджана был награждён «Почётным дипломом Президента Азербайджанской Республики». В этом же году принял участие на Паралимпийских играх 2016 года в Рио-де-Жанейро. Дойдя до полуфинала, Ибрагимов проиграл Шерзоду Намозову из Узбекистана, а в поединке за третье место — Уганху Болормаа из Монголии.
В 2017 году Ибрагимов был назначен на пост главного тренера женской сборной Азербайджана по паралимпийскому дзюдо. На Паралимпийских играх 2020 в Токио четверо подопечных Ибрагимова стали чемпионками. Распоряжением президента Азербайджанской Республики Ильхама Алиева от 6 сентября 2021 года Рамин Ибрагимов за высокие достижения на XVI летних Паралимпийских играх в Токио и заслуги в развитии азербайджанского спорта был награждён «Почётным дипломом Президента Азербайджанской Республики».